# Luthgardis
Luthgardis (auch Luthardis) war eine Äbtissin im Kloster Liesborn.

## Leben
Über das Leben dieser Liesborner Äbtissin ist nichts bekannt. Ihre Memorie fällt auf den 17. April.